# Alexander Cruzata
Alexander Cruzata (26 luglio 1974) è un ex calciatore cubano, di ruolo difensore.

## Carriera

### Club
Ha sempre giocato nel campionato cubano.

### Nazionale
Vanta oltre 40 presenze con la Nazionale cubana.